# Perkutane Laser-Diskus-Dekompression
Perkutane Laser-Diskus-Dekompression (PLDD) ist ein minimal-invasives Therapieverfahren bei der Behandlung von Bandscheibenvorfällen, das unter lokaler Betäubung durchgeführt werden kann. So wird dem Patienten im Gegensatz zur offenen Rückenoperation in der Regel eine Vollnarkose erspart, und es ergeben sich dadurch kürzere Klinik- und Rehabilitationsaufenthalte.

## Indikationen
Die PLDD kann indiziert sein bei  bandscheiben-bedingten Rückenschmerzen, wie bei Bandscheibenvorfall (Prolaps), Vorwölbung (Protrusion) oder Verschleiß (Degeneration), wenn konservative Maßnahmen (wie Schmerzmittel oder Physiotherapie) über mindestens sechs Wochen erfolglos geblieben sind.

## Begrenzungen
Die PLDD eignet sich nicht für jeden Patienten mit Bandscheibenvorfall und nicht für jedes Stadium der Bandscheibendegeneration. So sprechen Patienten mit einer leichtgradigen Bandscheibensymptomatik oft auf Medikamente, Physiotherapie und andere adjuvante (unterstützende) Maßnahmen an.
Umgekehrt gibt es auch fortgeschrittene Stadien der Bandscheibendegeneration, in denen man mit einer Dekompression der Bandscheibe nur schwer eine Symptomverbesserung für den Patienten erzielen kann. Wie auch degenerative Erkrankungen am knöchernen Skelett der Wirbelsäule, die eine PLDD zumindest erheblich erschweren.
Weiterhin gibt es Bandscheibenvorfälle, bei denen sich so genannte Sequester bilden. Das bedeutet, dass sich ein Teil der vorgefallenen Bandscheibe abgesetzt hat und nun getrennt von der Bandscheibe im Spinalkanal oder an der Nervenwurzel zu neurologischen Ausfällen oder Schmerzen führt. Die Dekompression der Bandscheibe mittels Laser hat hier nur in Ausnahmen Auswirkung auf den Sequester.

## Durchführung
Über eine durch die Haut eingebrachte Punktionskanüle wird eine Laserfaser in die betroffene Bandscheibe eingeführt. Die Positionierung dieser als Führung fungierenden Kanüle in der betroffenen Bandscheibe erfolgt also ohne operative Eröffnung des Rückens und wird unter radiographischer Kontrolle durchgeführt. Damit die umliegenden Strukturen an der Wirbelsäule (Spinalnerven, Gefäße und Rückenmark) nicht verletzt werden, ist es von besonderer Wichtigkeit, die genaue Position der Laserfaser und deren Führungskanüle zu kennen. Um die korrekte Orientierung der Punktionsebene zu garantieren und Komplikationen zu vermeiden, wird der Punktionsvorgang unter Röntgen-, CT- oder neuerdings unter MRT-Navigation (Bildkontrolle) durchgeführt. Ist die Führungskanüle in der Bandscheibe richtig positioniert, wird die Laserfaser ein kleines, definiertes Stück weit aus der Führungsnadel vorgeschoben und liegt dann als sogenannte „bare fiber“ („nackte“ Faser) im Zielgewebe (Nucleus pulposus = gallertartiger Kern) der Bandscheibe. Je nach Art des Lasers – üblicherweise Nd:YAG-Laser, beziehungsweise Ho:YAG-Laser, da diese sich auf Grund ihrer Eigenschaften besonders gut für die PLDD eignen – wird nun ein spezifisches Protokoll befolgt. Die Laserenergie wird in Form von amplifiziertem Licht (Laser) über eine Glasfaser auf die Bandscheibe übertragen. So werden der Nucleus pulposus der Bandscheibe erhitzt und die dort befindlichen Proteine denaturiert, koaguliert und evaporisiert. Durch den somit erzielten Volumenverlust innerhalb der Bandscheibe und durch zirkuläres „Shrinking“ (Schrumpfen) wird der Druck auf umliegende Strukturen (Nervenwurzeln, Rückenmark) vermindert, der für die Schmerzen und neurologischen Symptome ursächlich ist.
PLDD unter Röntgen- und CT-Kontrolle wird heute bereits erfolgreich bei Schmerzpersistenz nach konservativer Therapie (Physiotherapie, entzündungshemmende Medikamente) des Bandscheibenvorfalls und der daraus resultierenden Schmerzen durchgeführt. Das konventionelle MRT eignet sich auf Grund der Tunnelkonfiguration nicht ohne Einschränkung zur PLDD, da der Arzt nicht nahe genug an das Therapiegebiet (meist die untere Lendenwirbelsäule) herankommt. Als Alternative stehen generell offen konfigurierte Magnetresonanztomographen (MRT) zur Verfügung. Bisher war deren Feldstärke jedoch zu gering (Niedrigfeld-MRT) um eine ausreichende Bildqualität zu erzielen und die für den Eingriff nötige Präzision bei der Nadelführung zu gewährleisten.

## Forschung
An der Charité werden seit Januar 2007 im Rahmen eines von der TSB und der EU (EFRE) geförderten Projekts verschiedene Laser gestützte Interventionen im offenen Hochfeld-MRT erforscht, darunter auch die PLDD.